# Sydney Sweeney
Sydney Bernice Sweeney (Spokane, Washington, 12 de setembre de 1997) és una actriu estatunidenca. És coneguda pels papers d'Emaline Addario a la sèrie de Netflix Everything Sucks!, d'Eden Spencer a la sèrie de Hulu The Handmaid's Tale i de Cassie Howard a la sèrie d'HBO Euphoria. Va tenir un paper en la comèdia dramàtica de 2019 de Quentin Tarantino, Once Upon a Time in Hollywood, on va interpretar Snake, membre de la família Manson.
Més endavant interpretà protagonistes principals com ara al drama del 2023 Reality i a la comèdia romàntica Anyone but You. Després, el 2024, va ser Julia Cornwall/Spider-Woman, una de les dones aranyes de la pel·lícula de superherois Madame Web. El mateix any va produir el film d'horror Immaculate, del qual fou també la personatge central.
A l'agost del 2025, la participació de Sweeney a una campanya publicitària per a la marca de texans American Eagle va generar una polèmica intensa per l'ús de l'slogan "Sydney Sweeney has great jeans" que jugava amb el fet que "jeans" es pronuncia igual que "genes" (els gens). Diversos corrents polítics i moviments socials van interpretar la frase com la formulació d'una superioritat de tipus ari (cabells rossos i ulls blaus), val a dir supremacisme blanc.

## Primers anys
Sweeney va néixer el 12 de setembre de 1997 a Spokane, Washington, filla de Lisa (de soltera Mudd) i Steven Sweeney. La seva mare és advocada i el seu pare treballa en l'àmbit mèdic. Té un germà, Trent. Sweeney es va criar al nord-oest d'Idaho a la regió de Panhandle de l'estat al llarg de la frontera de Washington, en una casa rural al costat del llac que la seva família ha habitat durant cinc generacions. Sweeney ha dit que té una "família religiosa".
Sweeney va assistir a l'escola Saint George's a Spokane. Va ser activa en nombrosos esports: "Jo estava en tots els esports possibles", va dir. "Estava a l'equip de futbol, a l'equip de beisbol, a l'equip d'eslàlom de neu, estava fent wakeboard". Sweeney també va estudiar diversos idiomes i es va graduar amb notes altes. Va començar a interessar-se per actuar després de fer una audició per ser extra en una pel·lícula independent que s'estava rodant a la zona de Spokane. Per convèncer els seus pares perquè li permetessin dedicar-se a la interpretació, els va presentar un pla de negocis de cinc anys. Sweeney va començar a fer una audició i reservar treballs d'actriu comercial a Seattle i Portland, Oregon, on la família residia temporalment, fins que va decidir traslladar-se a Los Angeles, Califòrnia quan tenia 14 anys.

## Carrera

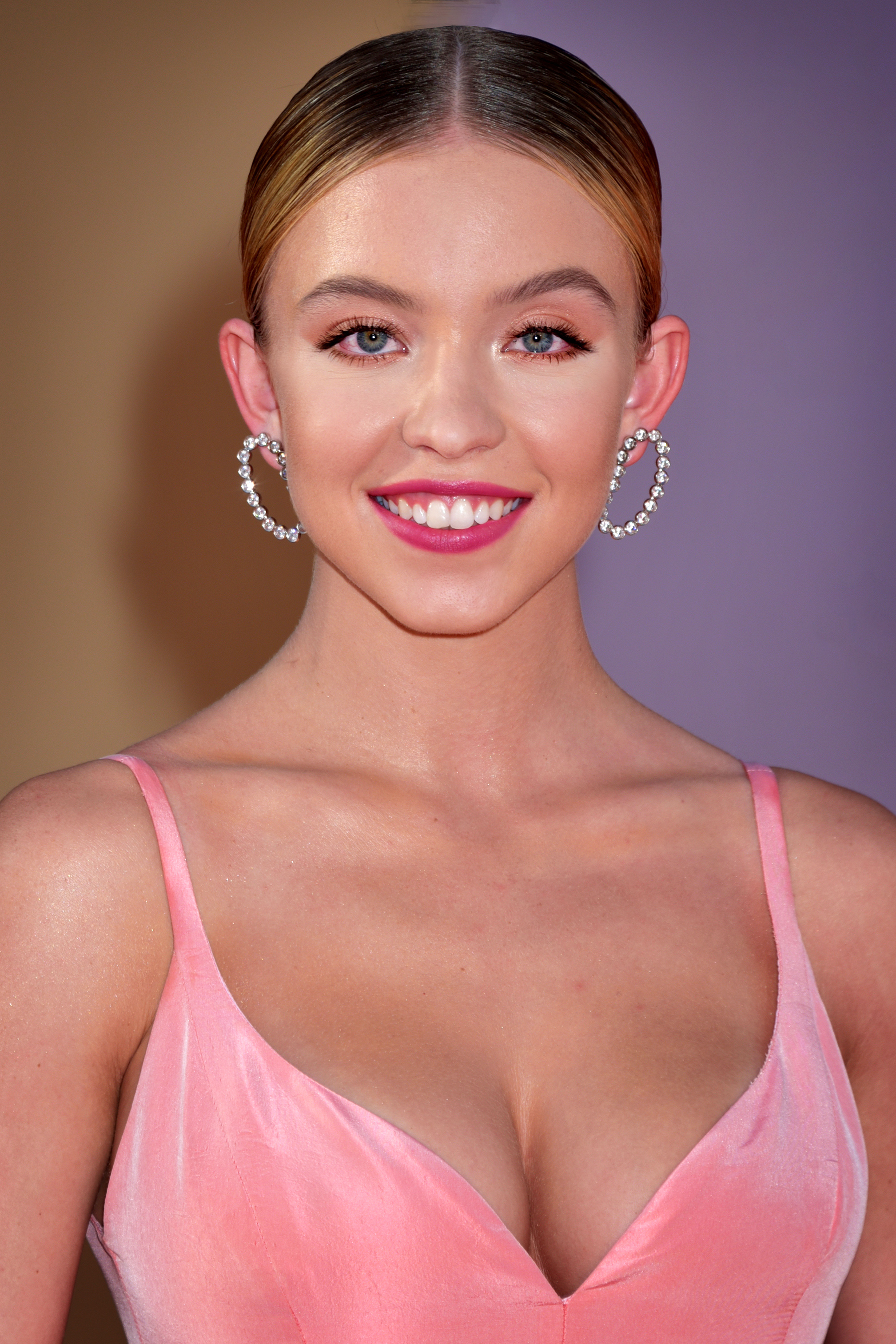
Sydney Sweeney el 2019

Sweeney ha participat en programes de televisió com 90210, Criminal Minds, Grey's Anatomy, In the Vault i Pretty Little Liars.

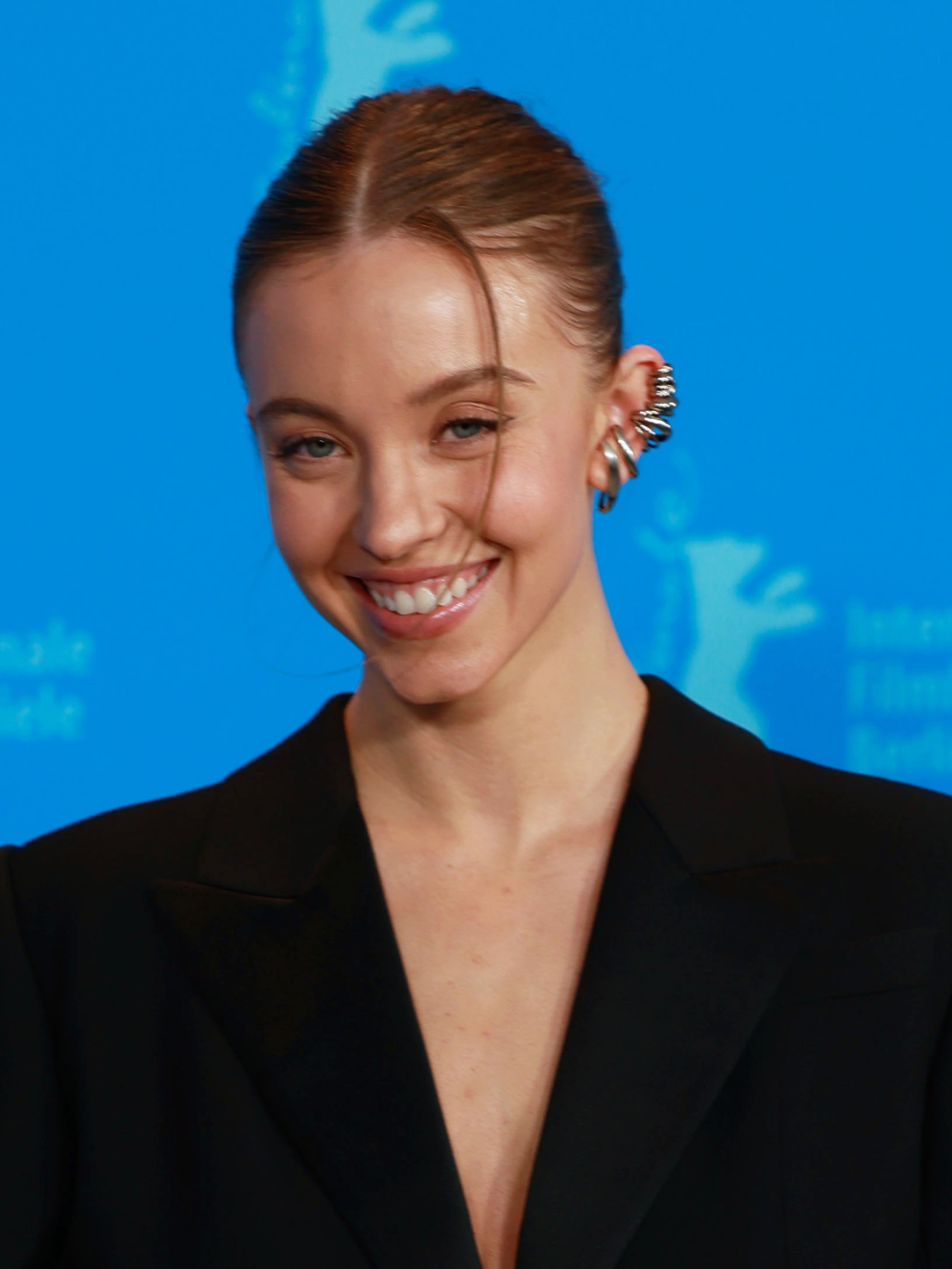
Sydney Sweeney a la 73a edició de la Berlinal

Sweeney va interpretar a Emaline Addario a la sèrie de Netflix Everything Sucks!, que gira al voltant de dos grups d’estudiants durant el batxillerat a Oregon el 1996. Després va aparèixer a la minisèrie d'HBO Sharp Objects, on apareix recurrentment com a Alice, una companya d’habitació que el personatge d'Amy Adams coneix, en un centre psiquiàtric. El seu personatge originalment se suposava que tenia un paper més petit, però el director va insistir d'incloure-la a més escenes. Per al paper, Sweeney va estudiar històries de xiques que patien malalties mentals i va visitar hospitals amb pacients que s’autolesionaven. Sweeney va filmar Everything Sucks! i Sharp Objects simultàniament, filmant el primer durant la setmana i el segon el cap de setmana.
El 2018 va interpretar un paper a la pel·lícula de suspens Under the Silver Lake. Va aparèixer recurrentment durant la segona temporada de la sèrie de tragèdies distòpiques The Handmaid's Tale com a Eden Spencer, una jove piadosa i obedient. També va actuar com l'heroïna de la pel·lícula de terror Along Came the Devil. L’any següent va aparèixer a les pel·lícules Clementine, Big Time Adolescence i Once Upon a Time in Hollywood, també va aparèixer a la sèrie d'HBO Euphoria com a Cassie Howard.
En 2020 l'actriu va protagonitzar la pel·lícula Nocturne. L'estiu de 2021 també va participar en la minisèrie d'HBO The White Lotus del guionista/director Mike White, rebent l'aclamació de la crítica pel paper, va ser nominada al premi Primetime Emmy a la millor actriu secundària en una sèrie o pel·lícula limitada o antologia.
El 2023, Sweeney va interpretar a Reality Winner al thriller de Tina Satter, Reality, que es va estrenar a la 73 edició del Festival de Cinema de Berlín, on va rebre elogis de la crítica per la seva actuació; Steph Green d'IndieWire va trobar la pel·lícula "muntada de manera inventiva i extraordinàriament tensa". Jessica Kiang de Variety va escriure que va interpretar a "Winner de manera tan convincent que és difícil recordar-la com l'adolescent sardònica i mimada a The White Lotus, o la simpàtica noia convertida en desagradable a Euphoria". A continuació, Sweeney va tenir un paper al thriller criminal Americana, que es va estrenar al Festival South by Southwest el 2023.
El març de 2022, Sweeney es va unir a Dakota Johnson per a la pel·lícula de superherois Madame Web, ambientada en l'Univers Spider-Man de Sony. Després va produir i protagonitzar la pel·lícula de terror psicològic Immaculate. Inicialment, va fer una audició per al projecte el 2014. Anys més tard, va comprar els drets del guió i va contractar un col·laborador freqüent Michael Mohan per dirigir-lo. Sweeney ha dit que va considerar produir una manera de crear oportunitats per a ella mateixa. Més tard aquell any, va protagonitzar Eden, dirigida per Ron Howard.
Sweeney protagonitzarà junt amb Julianne Moore Echo Valley. També produirà i protagonitzarà un biopic encara sense títol de la boxadora Christy Martin.